# Dameto
Nella mitologia greca,  Dameto   era il nome di uno dei re della Caria. 

## Il mito
Nel suo regno arrivò Podalirio, il giovane medico che aveva soggiornato a Troia in precedenza e stava cercando di tornare in patria, finendo vittima di un nubifragio. Il re lo accolse felice in quanto aveva una figlia malata di un male che sembrava incurabile ma l'uomo riuscì facilmente a guarirla. Dameto in segno di riconoscenza gli diede in moglie sua figlia, Sirna

### Fonti
- Pausania libro III, 26, 7

### Moderna
- Luisa Biondetti, Dizionario di mitologia classica, Milano, Baldini&Castoldi, 1997, ISBN 978-88-8089-300-4.
- Pierre Grimal, La mitologia greca, Roma, Newton, 2006, ISBN 88-541-0577-5.